# Deep Dive Corp.
Deep Dive Corp. ist ein deutsches Musikprojekt im Bereich der elektronischen Musik. Es wurde 1999 von dem Gitarristen und Produzenten Peter Musebrink in Hamburg gegründet. Der Stil kombiniert Downtempo, Deep House, Funk und Ambient-Elemente. Deep Dive Corp. gehört seit über zwei Jahrzehnten zur deutschen und internationalen Chillout-Szene.

## Geschichte
Das Projekt wurde 1999 von Peter Musebrink gemeinsam mit dem Bremer Musiker Björn Gerhard gegründet. Die ersten Alben erschienen über das Hamburger Label Jubilee Records, spätere Veröffentlichungen unter dem Label In-D Records (LC 14623).
Seit dem Jahr 2000 veröffentlichte Deep Dive Corp. eine Reihe von Alben, die insbesondere in Lounge- und Downbeat-Kompilationen internationale Beachtung fanden. Zu den bekanntesten gehören Support Your Local Groover (2000), Beware Of Fake Gurus (2003), Some Funky Fish (2006) und Undiscovered (2007).
Im Jahr 2016 wurde das Projekt in der Kategorie „Spoken Word with Music“ mit dem Independent Music Award für den gemeinsam mit Ingrid Chavez produzierten Song Ride ausgezeichnet.

## Live-Auftritte
Deep Dive Corp. trat mehrfach auf Festivals und Kulturveranstaltungen auf, darunter:
- Freischwimmer Festival Électronique 2013, Schwäbisch Hall[5]
- Breminale 2024, Bremen[6]

## Stil
Musikalisch kombiniert Deep Dive Corp. elektronische Beats mit Gitarren, Bass, Synthesizern und atmosphärischen Samples. Die Musik bewegt sich zwischen Chillout, NuJazz, Lounge-Musik und Electronica und wurde u. a. mit dem Sound von Kruder & Dorfmeister oder Thievery Corporation verglichen.

## Kooperationen
Musebrink arbeitete u. a. mit Hellmut Hattler, Mashti, Hush Forever und Tab Two zusammen. Für Ingrid Chavez produzierte er 2019 den Song Ride (Balearic Mix), der im selben Jahr auf Bandcamp und SoundCloud erschien.

## Rezeption
Das Psytrance-Portal Psynews.org beschrieb Beware Of Fake Gurus 2002 als „ambientes, emotionales Downbeat-Album für entspannte Morgenstunden“ und bewertete es mit 6 von 10 Punkten.
Ein Interview mit Musebrink wurde 2011 beim Sender Ibiza Sonica Radio ausgestrahlt.

## Diskografie (Auswahl)
Quelle: 
- Support Your Local Groover (2000, Jubilee Records)
- Blackmail Recordings (2001, Jubilee Records)[12]
- Beware Of Fake Gurus (2003, In-D Records)
- Freestyle Floating (2005, In-D Records)
- Some Funky Fish (2006, In-D Records)
- Undiscovered (2007, In-D Records)
- More Bass (2009, In-D Records)
- Funky Freestyle Collection (2011, In-D Records)
- Beats ’n’ Things & Melodies (2012, In-D Records)
- Medusa (2024, In-D Records)